# Lista de áreas metropolitanas mais populosas do Peru
A seguir está uma lista das mais populosas áreas metropolitanas no Peru. Note-se que as populações das áreas metropolitanas não são as pessoas da cidade, mas sim uma combinação de uma grande cidade grande e de muitas cidades menores satélite. Para a população das cidades ver a Lista de cidades mais populosas do Peru.

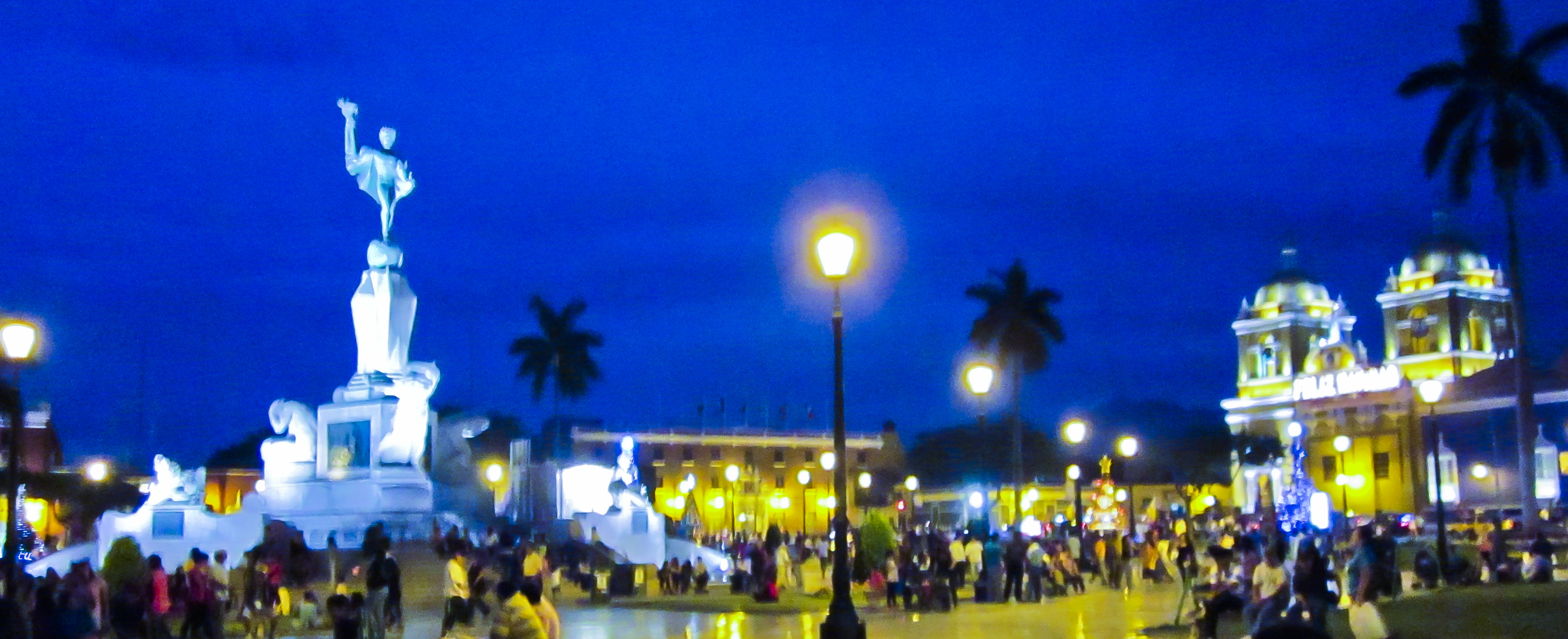
Trujillo

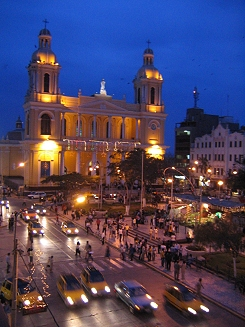
Chiclayo

| Ordem | Região metropolitana | região      | população metropolitana 2014 |
| ----- | -------------------- | ----------- | ---------------------------- |
| 1     | Lima                 | Lima        | 9.735.587                    |
| 2     | Trujillo             | La Libertad | 935.147                      |
| 3     | Arequipa             | Arequipa    | 909.955                      |
| 4     | Chiclayo             | Lambayeque  | 801.580                      |
| 5     | Piura                | Piura       | 510.488                      |
| 6     | Iquitos              | Loreto      | 467.493                      |
| 7     | Cusco                | Cusco       | 427.974                      |
| 8     | Huancayo             | Junín       | 378.358                      |
| 9     | Chimbote             | Ancash      | 362.716                      |

## Formação
- Lima: é formada por 43 distritos urbanos de Lima Província e 6 distritos da Província de Callao, perfazendo um total de 49 distritos. População 9.735.587

- Trujillo: Trujillo, La Esperanza, El Porvenir, Víctor Larco, Florencia de Mora, Huanchaco, Moche, Salaverry and Laredo

| Conformation         | Estimated population 2014 | Category |
| -------------------- | ------------------------- | -------- |
| Trujillo             | 317.893                   | District |
| Víctor Larco Herrera | 63.317                    | District |
| Florencia de Mora    | 41.950                    | District |
| Huanchaco            | 64.957                    | District |
| Moche                | 35.074                    | District |
| Salaverry            | 17.633                    | District |
| Laredo               | 35.200                    | District |
| El Porvenir          | 180.716                   | District |
| La Esperanza         | 179.407                   | District |
| Total                | 935,147                   | -        |

- Arequipa: Arequipa, Alto Selva alegre, Cayma, Cerro colorado, Jacobo hunter, José Luís Bustamante y Rivero, Mariano Melgar, Miraflores, Paucarpata, Sabandia, Sachaca, Socabaya, Tiabaya Yanahuara, Characato, Uchumayo, Mollebaya, Quequeña and  Yura.

| Conformation                  | Estimated population 2014 | Category |
| ----------------------------- | ------------------------- | -------- |
| Arequipa                      | 55.264                    | District |
| Alto Selva alegre             | 81.445                    | District |
| Cayma                         | 89.793                    | District |
| Cerro Colorado                | 143.772                   | District |
| Jacobo Hunter                 | 48.247                    | District |
| José Luís Bustamante y Rivero | 77.019                    | District |
| Mariano Melgar                | 52.837                    | District |
| Miraflores                    | 49.160                    | District |
| Paucarpata                    | 124.701                   | District |
| Sabandia                      | 4.095                     | District |
| Sachaca                       | 19.390                    | District |
| Socabaya                      | 75.797                    | District |
| Tiabaya                       | 14.823                    | District |
| Yanahuara                     | 25.242                    | District |
| Characato                     | 8.947                     | District |
| Uchumayo                      | 12.246                    | District |
| Yura                          | 24.007                    | District |
| Mollebaya                     | 1.809                     | District |
| Quequeña                      | 1.361                     | District |
| Total                         | 909.955                   | --       |

- Chiclayo: Chiclayo, Eten, Leonardo Ortiz, La Victoria,  Monsefú,  Pimentel, Pomalca, Puerto Eten, Reque, Santa Rosa, Lambayeque and  San José.

| Conformation   | Estimated population 2014 | Category |
| -------------- | ------------------------- | -------- |
| Chiclayo       | 289.956                   | District |
| Eten           | 10.672                    | District |
| Leonardo Ortiz | 190.388                   | District |
| La Victoria    | 89.499                    | District |
| Monsefú        | 31.880                    | District |
| Pimentel       | 42.870                    | District |
| Pomalca        | 25.229                    | District |
| Puerto Eten    | 2.194                     | District |
| Reque          | 14.736                    | District |
| Santa Rosa     | 12.551                    | District |
| Lambayeque     | 75.905                    | District |
| San José       | 15.700                    | District |
| Total          | 801.580                   | --       |

- Piura: Piura, Castilla, Catacaos.

| Conformation | Estimated population 2014 | Category |
| ------------ | ------------------------- | -------- |
| Piura        | 297.062                   | District |
| Castilla     | 141.175                   | District |
| Catacaos     | 72,251                    | District |
| Total        | 510.488                   | --       |

- Iquitos: Iquitos, Punchana, San Juan Bautista, Belén.

| Conformation      | Estimated population 2014 | Category |
| ----------------- | ------------------------- | -------- |
| Iquitos           | 153.357                   | District |
| Belén             | 75.593                    | District |
| Punchana          | 90.071                    | District |
| San Juan Bautista | 148.472                   | District |
| Total             | 467.493                   | --       |

- Cusco: San Jerónimo, Cusco, Santiago, Wanchaq, San Sebastián.

| Conformation  | Estimated population 2014 | Category |
| ------------- | ------------------------- | -------- |
| Cusco         | 118.322                   | District |
| San Jerónimo  | 45.236                    | District |
| Santiago      | 90.274                    | District |
| Wanchaq       | 63.844                    | District |
| San Sebastián | 110.298                   | District |
| Total         | 427.974                   | --       |

- Chimbote: Chimbote, Nuevo Chimbote, Coishco.

| Conformation   | Estimated population 2014 | Category |
| -------------- | ------------------------- | -------- |
| Chimbote       | 216.154                   | District |
| Nuevo Chimbote | 146.444                   | District |
| Coishco        | 15.760                    | District |
| Total          | 378.358                   | --       |

- Huancayo: Huancayo, El Tambo, Chilca.

| Conformation | Estimated population 2014 | Category |
| ------------ | ------------------------- | -------- |
| Huancayo     | 116.944                   | District |
| El Tambo     | 160.685                   | District |
| Chilca       | 85.087                    | District |
| Total        | 362.716                   | --       |